# Saint Kitts és Nevis a 2000. évi nyári olimpiai játékokon
Saint Kitts és Nevis az ausztráliai Sydneyben megrendezett 2000. évi nyári olimpiai játékok egyik részt vevő nemzete volt. Az országot az olimpián 1 sportágban 2 sportoló képviselte, akik érmet nem szereztek.

## Atlétika
Férfi
| Versenyző   | Versenyszám | Előfutam | Előfutam | Előfutam | Negyeddöntő | Negyeddöntő | Negyeddöntő | Elődöntő | Elődöntő | Elődöntő | Döntő   | Döntő    |
| Versenyző   | Versenyszám | Idő      | Hely.    | Össz.    | Idő         | Hely.       | Össz.       | Idő      | Hely.    | Össz.    | Idő     | Helyezés |
| ----------- | ----------- | -------- | -------- | -------- | ----------- | ----------- | ----------- | -------- | -------- | -------- | ------- | -------- |
| Kim Collins | 100 m       | 10,39    | 2.       | 29.**    | 10,19       | 2.          | 7.          | 10,20    | 4.       | 8.       | 10,17   | 7.       |
| Kim Collins | 200 m       | 20,52    | 2.       | 4.**     | 20,47       | 3.          | 14.*        | 20,57    | 5.       | 11.      | kiesett | kiesett  |

Női
| Versenyző  | Versenyszám | Előfutam | Előfutam | Előfutam | Negyeddöntő | Negyeddöntő | Negyeddöntő | Elődöntő | Elődöntő | Elődöntő | Döntő   | Döntő    |
| Versenyző  | Versenyszám | Idő      | Hely.    | Össz.    | Idő         | Hely.       | Össz.       | Idő      | Hely.    | Össz.    | Idő     | Helyezés |
| ---------- | ----------- | -------- | -------- | -------- | ----------- | ----------- | ----------- | -------- | -------- | -------- | ------- | -------- |
| Valma Bass | 100 m       | 11,45    | 3.       | 24.      | 11,60       | 7.          | 27.         | kiesett  | kiesett  | kiesett  | kiesett | kiesett  |
| Valma Bass | 200 m       | 23,37    | 4.       | 29.      | 23,57       | 8.          | 27.*        | kiesett  | kiesett  | kiesett  | kiesett | kiesett  |

* - egy másik versenyzővel azonos időt ért el

* - két másik versenyzővel azonos időt ért el